# 완찰름 삿삭싯
완찰름 삿삭싯(태국어: วันเฉลิม สัตย์ศักดิ์สิทธิ์, RTGS: Wanchaloem Satsaksit, [wān.t͡ɕʰā.lɤ̌ːm sàt.sàk.sìt])은 태국의 민주화 활동가, 정치적 망명자이다. 그는 태국에서 인권 운동가로 활동했으며, 다수의 국가에서 HIV 예방을 위해 활동했다. 완찰름은 2015년 왕실모독금지법 위반 혐의로 기소되었다.
2020년 6월 4일 완찰름은 프놈펜의 거주지 앞에서 무장한 괴한에게 납치되었다. 쁘라차타이(Prachathai)에 의해 CCTV 화면이 공개되고 사건 현황이 보도된 이후 태국인들은 태국과 캄보디아 정부에 그의 납치, 실종에 대해 조사하고 책임을 규명할 것을 요구하고 있다.

## 생애
완찰름은 우본 랏차타니 주에서 태어나 람캄행대학교에서 정치학을 전공했다. 비정부기구인 Y-act(지역사회를 위한 청소년 행동)에서 코디네이터로 활동했으며, 공당인 프어타이당의 청년 기관에서 활동했다. 2013-2014년 태국 정치 위기 국면에서는 당시 태국 부총리 찰름 유밤룽(เฉลิม อยู่บํารุง)에 의해 대민업무 책임자로 임명되었다.
2014년 쿠데타 이후 군부의 소환에 응하지 않아 기소되었으며, 2015년에는 왕실모독금지법 위반으로 기소되었다. 2018년에는 군부 지도자이자 현 태국 총리인 쁘라윳 짠오차를 비판하는 페이스북 게시물을 작성한 혐의로 기소되었다.

## 납치 사건
태국의 비영리 온라인 뉴스 쁘라차타이(Prachathai)는 2020년 6월 4일 캄보디아 프놈펜에서 망명중이던 완찰름이 거주하던 콘도 앞에서 납치되었다고 보도했다. 보도에 따르면 경비원이 그를 도우려 했으나 무장 괴한들에 의해 저지되었다. 완찰람은 납치되던 당시 전화통화를 하고 있었으며, 통화가 끊어지기 직전 "윽, 숨을 쉴 수가 없어요!(โอ๊ย หายใจไม่ออก)"라고 외친 것으로 알려졌다.
사건 발생 후 초기 정국에서 캄보디아 경찰은 이 사건에 대한 조사 요청을 거부하면서, 사건에 대해 아는 바가 전혀 없으며 쁘라차타이의 보도가 '가짜뉴스'라고 주장했다.

## 사건 경과
완찰름이 2014년 쿠데타 이후 쁘라윳 짠오차 총리에 대해 매우 비판적이었던 점, 그 동안 여러 건의 민주화 운동가 실종 사건이 발생했던 점 때문에 이 사건이 태국이나 캄보디아 정부의 사주에 의한 조직적인 납치 사건이라는 주장이 힘을 얻었다. 인터넷 상에서는 아프리카계 미국인 조지 플로이드가 사망 전 "숨을 쉴 수 없다"고 말한 것이 완찰름이 납치 전 전화 통화에서 한 말과 동일하다는 점에서 두 사건의 유사성이 주목받고 있다. 그러나 조지 플로이드 사망 사건이 전세계적인 보도로 이어지면서 흑인 차별에 대한 비판을 이끌어낸 것과 달리, 완찰름 납치 사건은 태국 언론의 폐쇄성으로 인해 대외적으로 크게 보도되지는 못했다. 다만 대중감시에서 비교적 자유로운 트위터에서는 해시태그 #saveวันเฉลิม ('완찰름을 구하라')가 지역 트렌드 1위를 유지하는 등, 사건에 대한 태국인들의 비판적인 여론은 사건 발생 이후 지속적으로 강해지고 있다.
실종 이후 시간이 지나며 태국 국내외적으로 공론화가 진행되었다. UN난민기구는 BBC에 사건을 추적하고 있으며 조사를 진행하려는 노력을 계속하고 있다고 밝혔다. 휴먼 라이츠 워치, 국제 앰네스티 등은 캄보디아 정부에 완찰름 실종 사건을 조사할 것을 요청했다. 이에 캄보디아 당국은 6월 9일 과거 입장을 철회하며 사건을 조사하겠다고 밝혔다. 사건 발생 후 우려를 표했던 더 미러 재단(The Mirror Foundation) 등의 단체들도 태국과 캄보디아 정부에 응당한 조치를 취할 것을 요구했다.
2020년 6월 11일 유엔인권고등판무관 강제적·비자발적 실종에 관한 실무반은 이번 사건에 대한 긴급한 조치를 취할 것을 캄보디아 정부에 공식 요청했다. 청원문은 캄보디아 정부가 비준한 '강제 실종으로부터 모든 사람을 보호하기 위한 국제 협약(International Convention for the Protection of All Persons from Enforced Disappearance)'에 준거하여 작성, 요청되었다. 위원회는 캄보디아 정부에 2020년 6월 24일까지 국가행위자로서 취한 모든 조치의 목록을 제출할 것을 요청했다.

## 태국 정부의 반응
2020년 6월 9일 무장 경찰 30명이 민주주의 기념탑에서 항의 시위를 벌이던 네 명의 태국인 대학생을 체포했다. 대학생들은 완찰름 납치 사건의 진상규명과 책임자 처벌을 요구하기 위해 흰 리본을 달고 방콕 각지에서 평화적인 집회를 하던 중이었다. 시위자들은 "어느 누구도 공공기물을 파내거나 깨뜨리거나 긁거나 스프레이를 뿌려 오염시키는 등의 행위를 하여서는 아니된다"라고 명시한 '국가의 청결과 질서 유지에 관한 법률(1992)'의 제12조를 위반한 혐의로 체포되었다. 이 법률을 위반하는 경우 최대 5,000바트의 벌금형에 처할 수 있다. 이들은 또한 국가 신분증법(1983)에 의해 경찰의 요청에 신분증을 제시하지 않은 혐의를 받고 있다.
활동가들은 태국 국방부 앞까지 행진하다가 10명의 무장군인에게 제지되었으며, 현장에서 '상징성을 띈다'는 이유로 집회가 금지되었다는 통고를 받았다. 방콕 포스트는 이 사건이 발생한 즉시 "공공 기물을 파괴하지 않고 일반 대중에게 피해를 주지 않는 상징적 활동을 왜 금지해야 하느냐"며, "이번 단속은 도시를 청결하게 유지할 의무를 불평등하게 지우고 있는 것인데, 법 집행의 결과가 언론의 자유를 억압하려는 정부의 시도에 대한 대중 감시를 단속하는 것이라면 특히 그러하다"는 항의 보도를 발행했다.
6월 10일 태국 외교부장관 돈 쁘라맛위나이(ดอน ปรมัตถ์วินัย)는 완찰름이 정식적인 정치망명자 지위를 가지고 있지 않으므로 태국 정부는 캄보디아가 조사를 마치는 것을 기다리는 것 외에 할 수 있는 것이 없다고 주장했다. 그는 태국 정부가 할 수 있는 일은 캄보디아에 적절한 조치를 요청하는 것뿐이라며 (캄보디아로부터) 응답을 받을 때까지 완찰름의 위치를 특정할 수 없다고 밝혔다.